# Еруслан (село)
Еруслан — село в Фёдоровском районе Саратовской области, административный центр сельского поселения Ерусланское муниципальное образование.  Железнодорожная станция Еруслан линии Анисовка — Озинки Приволжской железной дороги.
Население - 1287 (2010)

## История
Разъезд Еруслан Покровско-Уральской линии Рязано-Уральской железной дороги был открыт в 1894 году. название разъезд получил по крупнейшей в этой местности реке, протекающей чуть южнее.
Пристанционный посёлок стал разрастаться в советское время. В 1930 году Еруслан стал центральной усадьбой нового совхоза №2 Сортсемтреста, тогда же в селе открылась первая начальная школа. Год спустя начала работу ремонтная мастерская совхоза №2, получившего имя 15 лет Комсомола. Населённый пункт относился к Фёдоровскому кантону АССР немцев Поволжья. 28 августа 1941 года был издан Указ Президиума ВС СССР о переселении немцев, проживающих в районах Поволжья. Немецкое население АССР немцев Поволжья было депортировано.
После ликвидации АССР немцев Поволжья совхоз имени 15 лет ВЛКСМ, как и другие населённые пункты Фёдоровского кантона был передан Саратовской области. В годы Великой Отечественной войны погибли более 120 жителей Еруслана. В 1968 году местная школа получила статус средней. В поздний советский период село было центром Ерусланского сельсовета, совхоз функционировал как Ерусланское ОПХ НПО "Элита Поволжья". ОПХ "Ерусланское" в начале XXI века разорилось и прекратило существование, здание бывшей совхозной конторы сгорело 30 сентября 2014 года.

## Физико-географическая характеристика
Село расположено в Низком Заволжье, в пределах Сыртовой равнины, относящейся к Восточно-Европейской равнине, на высоте около 100 метров над уровнем моря, близ линии водораздела рек Большой Караман и Еруслан. Рельеф местности равнинный, практически плоский. Местность имеет небольшой уклон по направлению к долине реки Еруслан. Почвы тёмно-каштановые.
По автомобильным дорогам расстояние до районного центра рабочего посёлка Мокроус — 16 км, до областного центра города Саратов — 110 км.
Часовой пояс
Еруслан, как и вся Саратовская область, находится в часовой зоне МСК+1. Смещение применяемого времени относительно UTC составляет +4:00.

## Население
Динамика численности населения
| 1897 | 1910 | 1926 | 1987  | 2002 |
| ---- | ---- | ---- | ----- | ---- |
| 6    | 7    | 35   | ≈1200 | 1280 |

| 2002 | 2010  |
| ---- | ----- |
| 1278 | ↗1287 |